# Топ-книга
ООО «Топ-книга» — ныне фактически не функционирующая российская компания-книготорговец, ранее крупнейший оптово-розничный оператор на книготорговом рынке страны. На 2008 год компания объединяла шесть оптовых складов и более 500 магазинов.

## История
- 1992 год — Георгий Лямин, Татьяна Воронова, Аркадий Калмык, Константин Калмык и Михаил Трифонов организуют книготорговую фирму «Тесса», предтечу «ТОП-КНИГИ»
- 1995 год — организация оптовой книготорговой компании «ТОП-КНИГА» в Академгородке г. Новосибирска.
- 1997 год — организация розничного направления бизнеса.
- 1998 год — создание формата торговли «Книга-почтой».
- 2000 год — создание сети фирменных книжных магазинов «Книгомир». Открытие одного из крупнейших магазинов России — «Сибирского Дома книги» — с ассортиментом книг свыше 70 тысяч наименований.
- 2002 год — открытие оптового склада в Тюмени.
- 2003 год — вывод на рынок сети магазинов «Литера» в формате cash&carry.
- 2004 год — открытие оптового склада в Домодедово. Создание нового формата книжной торговли — гипермаркета. Открытие в Москве первого гипермаркета «Лас-Книгас». «ТОП-КНИГА» вошла в рейтинг газеты «КоммерсантЪ» «TOP-50 крупнейших ретейлеров России», где сразу заняла 36 место. Начало внедрения ERP-системы
- 2005 год — создание сети гипермаркетов «Лас-Книгас». Открытие оптовых складов в Санкт-Петербурге, Екатеринбурге и Ростове-на-Дону.
- 2006 год — открытие cash&carry «Литера» в Астане (Казахстан).

В августе 2007 году компания начала осваивать рынок СНГ, с открытия магазина под маркой «Лексика» в Харькове, площадью 300 м². У компании 5 магазинов на Украине в городах Харьков, Донецк, Кривой Рог, Запорожье, Луганск. В мае 2008 года открылось сразу три магазина формата «Книгомир» в столице Узбекистана Ташкенте. Площадь самого крупного из них — 340 кв. м. Однако 4 декабря 2009 года заявлено о закрытии этих магазинов из-за отсутствия свободной конвертации валюты на узбекском рынке.
- 2008 год — «Топ-книга» приходит в Узбекистан, открыв там 3 магазина формата «Книгомир». Уход из компании Михаила Трифонова (организовал розничную сеть "Аристотель"). Появление нового совладельца — Сергея Щебетова.

### Банкротство
В 2008 году в условиях разрастающегося кризиса «Топ-книга» по соглашению с держателями ценных бумаг реструктурировала свою задолженность по облигационному займу.
В 2009 год — кризис скорректировал планы компании, но «Топ-книга» продолжила открывать новые магазины, сохранила место в Топ-50 крупнейших ретейлеров России, впервые вошла в число 12 крупнейших книготорговых компаний мира по версии ведущего отраслевого европейского журнала Buchreport (Германия). С января по май 2010 года открыто 27 магазинов, в том числе 6 гипермаркетов «Лас-Книгас» и три «Литеры», тем не менее, объём продаж сократился по сравнению с аналогичным периодом 2009 года на 19 %, чистый убыток составил более 100 млн.руб. Миноритарий «Топ-книги» Сергей Щебетов подал несколько исков в Арбитражный суд НСО и добился возбуждения уголовного дела в отношении «неустановленных лиц из руководства компании», однако 26 мая 2010 года Арбитражный суд НСО, рассмотрев основной иск Щебетова к «Топ-книге», вынес решение об отказе в этом иске в полном объёме. Адвокат «Топ-книги» Денис Садовский считает, что «производство по уголовному делу теперь прекратится». 3 июня «Топ-книга» одержала ещё две победы в Арбитражном суде НСО по искам Щебетова.
В мае 2011 года в ООО «Топ-книга» по заявлению о банкротстве, поданном одним из контрагентов компании, арбитражным судом Новосибирской области сроком на пять месяцев была введена процедура наблюдения. 11 ноября того же года арбитражным судом Новосибирской области ООО «Топ-книга» была признана банкротом. В дальнейшем компания осуществляла распродажу своего имущества.

## Собственники и руководство
По данным на июль 2010 года, одному из создателей и основному владельцу Георгию Лямину принадлежало 79 % компании, Татьяне Вороновой (его жене) — 11 %, Сергею Щебетову — 10 %.
По состоянию на 14 февраля 2011 года участниками общества являлись: Лямин Г. А. (68 %), Воронова Т. М. (супруга Лямина) (11 %), Трифонов М. Ю. (10 %), Щебетов С. Д. (9 %), Щебетова Е. Н. (супруга Щебетова С. Д.)(1 %), ООО «ГЕНИДОРО ЛИМИТЕД» (1 %)
В июле 2010 года стало известно о том, что семья Ляминых договорилась о продаже контрольного пакета акций «Топ-книги» генеральному директору торговой сети «Копейка» Сергею Солодову и его партнерам. По состоянию на март 2011 года сделка не закрыта.

## Деятельность
«Топ-книга» имела шесть оптовых складов (Новосибирск, Тюмень, Москва, Ростов-на-Дону, Самара, Санкт-Петербург), свыше 500 магазинов в более чем 230 городах России и продавала более 3 миллионов книг в месяц. Выручка компании в 2008 году составила 9359 млн рублей, что составляло более 10 % объёма розничного книжного рынка России. «Топ-книга» развивала следующие розничные форматы:
- «Книгомир» (классические книжные магазины площадью 200—500 м²)
- «Литера» (крупноформатные магазины Cash&Carry площадью 500—2000 м²)
- «Городская сорока» (магазины по торговле прессой и книжными бестселлерами)
- «Лас-книгас» (книжные гипермаркеты площадью 100—1500 м²).
- «Пиши-читай» (площадью около 70 м²).
- Книжный интернет-магазин
- Книжный интернет-магазин Bookean

С 2004 года «Топ-книга» регулярно входила в рейтинг «TOP-50» крупнейших ретейлеров России. В сентябре 2010 года немецкий отраслевой журнал «Buchreport» поставил «Топ-книгу» на 17 место в списке крупнейших мировых книжных ретейлеров.
В 2001 «Топ-книга» вышел первый номер газеты «Книжная витрина». С 2009 года издание существует только в электронной версии.
За 9 месяцев 2008 года общая выручка компании составила около 6,9 млрд руб. (на 27,8 % больше, чем за аналогичный период 2007 года). Чистая прибыль увеличилась на 41,3 % (до 113 млн руб.).
За 9 месяцев 2009 года — падение оборота на 30 % по сравнению с 2008 годом . Компания является финансово убыточной с 2006 года.